# Miżhajci (obwód lwowski)
Miżhajci (ukr. Міжгайці; hist. Chlewiska) – wieś na Ukrainie w rejonie samborskim należącym do obwodu lwowskiego.